# Dorcen G70S
Dorcen G70S – samochód osobowy typu SUV klasy średniej produkowany pod chińską marką Dorcen w latach 2019–2020.

## Historia i opis modelu

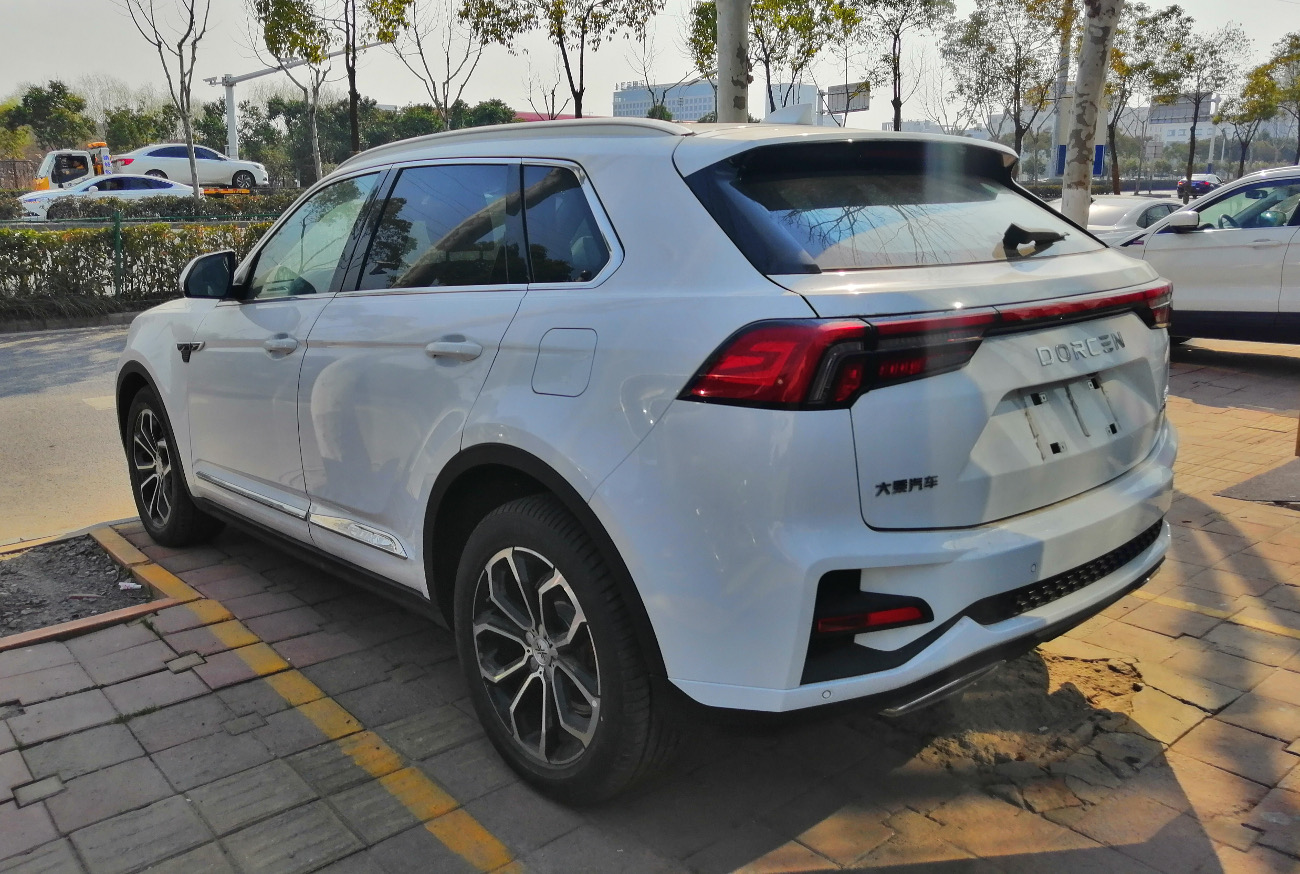
Dorcen G70S – tył

Model G70S poszerzył ofertę marki Dorcen jak topowy, największy model w ofercie. Podobnie do innych pojazdów tej filii, nie był on samodzielną konstrukcją Dorcena, lecz pochodną konstrukcją marki Zotye. Bliźniaczym modelem był średniej wielkości SUV Domy X7.
Pod kątem wizualnym, Dorcen G70S odróżniał się przednią częścią nadwozia, która zyskała charakterystyczną atrapę chłodnicy w kształcie trapezu i reflektory wykonane w technologii LED. Za projekt nadwozia odpowiada projektant Pininfariny.

### Sprzedaż
Podobnie jak inne modele Dorcena, także i G70S poza rodzimym rynkiem chińskim, gdzie jest produkowany, dostępny jest w sprzedaży także na Bliskim Wschodzie, jak m.in. w Zjednoczonych Emiratach Arabskich czy Kuwejcie.

### Silnik
- L4 2.0l Turbo